# Gérard Roosen
Pour les articles homonymes, voir Roosen.
Gérard Roosen est un artiste peintre belge, né à Louvain en 1869 et décédé à Woluwe-Saint-Lambert en 1935.

## Œuvres
- Le Vieil arbre après l'orage, fusain (1917).